# Mycalesis phalanthoides
Mycalesis phalanthoides är en fjärilsart som beskrevs av Embrik Strand 1913. Mycalesis phalanthoides ingår i släktet Mycalesis och familjen praktfjärilar. Inga underarter finns listade i Catalogue of Life.